# جیم مک‌جرج
جیمز اندرو مک‌جرج (انگلیسی: James Andrew MacGeorge؛ ‏ ۹ اکتبر ۱۹۲۸ – ۱۶ ژانویهٔ ۲۰۲۱) بازیگر، استندآپ کمدین، صداپیشه و فیلم‌نامه‌نویس اهل ایالات متحده آمریکا بود. وی بین سال‌های ۱۹۵۲ تا ۲۰۲۱ میلادی فعالیت می‌کرد.
از فیلم‌ها یا مجموعه‌های تلویزیونی که وی در آن‌ها نقش داشته‌است، می‌توان به روزهای خوش، جنگ ستارگان، مسابقه فضایی یوگی، دارودسته یوگی و لورل و هاردی اشاره نمود.